# RECEVIN
La Red Europea de Ciudades del Vino (RECEVIN) se creó el año 2000 con el objetivo de defender con una sola voz los intereses de las administraciones locales europeas ligadas económicamente al vino y de ser una plataforma común para procesos de transferencia de conocimientos, contactos y partenariado conjunto. 

RECEVIN cuenta con el apoyo de las Asociaciones Nacionales de las Ciudades del Vino de la mayoría de los 9 países miembros de la Red, lo que se traduce en una fuerza de casi 800 ciudades por toda Europa.
- Datos: Q17627993